# Алиленгион
Алиленгион је у Византијском царству био порески додатак за властелу на напуштена сеоска имања. 

## Алиленгион
Алиленгион или колективну пореску одговорност увео је византијски цар Нићифор I (802-811). Алиленгион је проистекао из епиболе, пореза који води порекло још из државе Птолемејида. Напуштено земљиште принудно је додељивано велепоседницима који су за њега плаћали епиболу. Епибола се крајем 3. века проширила на остатак Царства, а у 7/8. веку прераста у алиленгион. Алиленгион значи солидарност и представља обавезу суседа тј. чланова једне сеоске општине. Порези на напуштено или необрађено земљиште преносе се на суседе који тако стичу право на обраду тог земљишта. Власник земље постаје онај који за њу плаћа порез. Алиленгион се први пут јавља у Земљорадничком закону из времена владавине цара Јустинијана II (685-695/705-711). Цар Василије II (976-1025) око 1002. године уводи правило да алиленгион морају плаћати велепоседници за своје суседе који то нису били у стању да учине. Разлог за ову меру био је тај што су сељаци једва имали довољно производа за сопствене потребе, а камоли да плаћају и алиленгион. Последица тога је било често бежање сељака са имања што је умањивало државне приходе. Велепоседници су се бунили против ове мере. Патријарх Сергије (999-1019) молио је Василија да укине ову меру. Василије је пристао уколико однесе победу у рату са Бугарима.  Алиленгион је обезбеђивао редовна средства за Василијеве војне походе. Након завршетка рата са Бугарском, Василије је наставио ратовање на истоку, а спремао се и да освоји Сицилију. Умро је 1025. године. Алиленгион је укинуо цар Роман III Аргир (1028-1034) страхујући од велепоседника. Ова мера Романа Аргира представља крај здравог система на коме се, почев од 7. века, заснивала моћ Византијског царства. 